# Montallegro

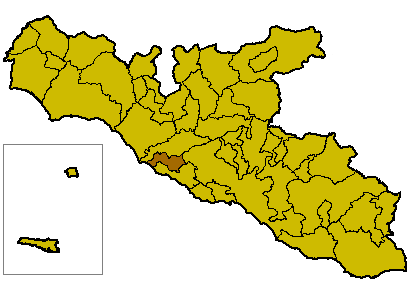
Ubicació de Montallegro dins de la província

Montallegro (sicilià Muntallegru) és un municipi italià, dins de la província d'Agrigent. L'any 2008 tenia 2.556 habitants. Limita amb els municipis d'Agrigent, Cattolica Eraclea i Siculiana.

## Administració
| Període | Identitat        | Partit        |
| ------- | ---------------- | ------------- |
| 2008-   | Giuseppe Manzone | Llista cívica |